# Fletcher Henderson
Fletcher Hamilton "Smack" Henderson, född 18 december 1897 i Cuthbert, Georgia, död 28 december 1952 i New York, var en amerikansk pianist, orkesterledare, arrangör och kompositör. Han hade stor betydelse för utvecklingen av storbandsjazzen och swingmusiken.
Henderson startade ett eget band 1922 och det blev snart känt och ansågs vara det "bästa färgade bandet" i New York. Han var i sitt arrangerande av musiken till en början influerad av Paul Whiteman, men när Louis Armstrong anslöt sig till hans orkester såg han snart att han kunde åstadkomma mycket mera när det gällde orkestreringen av jazzband.
I Hendersons orkester spelade vid olika tillfällen förutom Louis Armstrong även andra kända musiker som Roy Eldridge, Coleman Hawkins och Benny Carter. Fastän orkestern var populär hade Henderson tämligen litet ekonomiskt utbyte, kanske i viss mån beroende på hans svaga intresse för affärer, men han var väl sedd som arrangör vilket tillförde honom inkomster. Han arrangerade musik åt många band varav Benny Goodmans var det mest kända.
1934 utsågs Goodmans orkester till husband i ett radioprogram med namnet Let's Dance. Detta innebar att Goodman hade behov av nya arrangemang varje vecka och han köpte därför ett antal från Henderson. Många av Goodmans hits från swingeran var arrangerade av Fletcher Henderson. 1939 upplöste Henderson sitt eget band och började hos Goodman, till en början som både pianist och arrangör, men snart tog arrangerandet hela hans tid i anspråk.
1950 drabbades Henderson av en stroke och han blev partiellt förlamad, vilket utgjorde ett hinder för honom att spela piano och han avled sedan 1952.